# 31st Fighter Wing

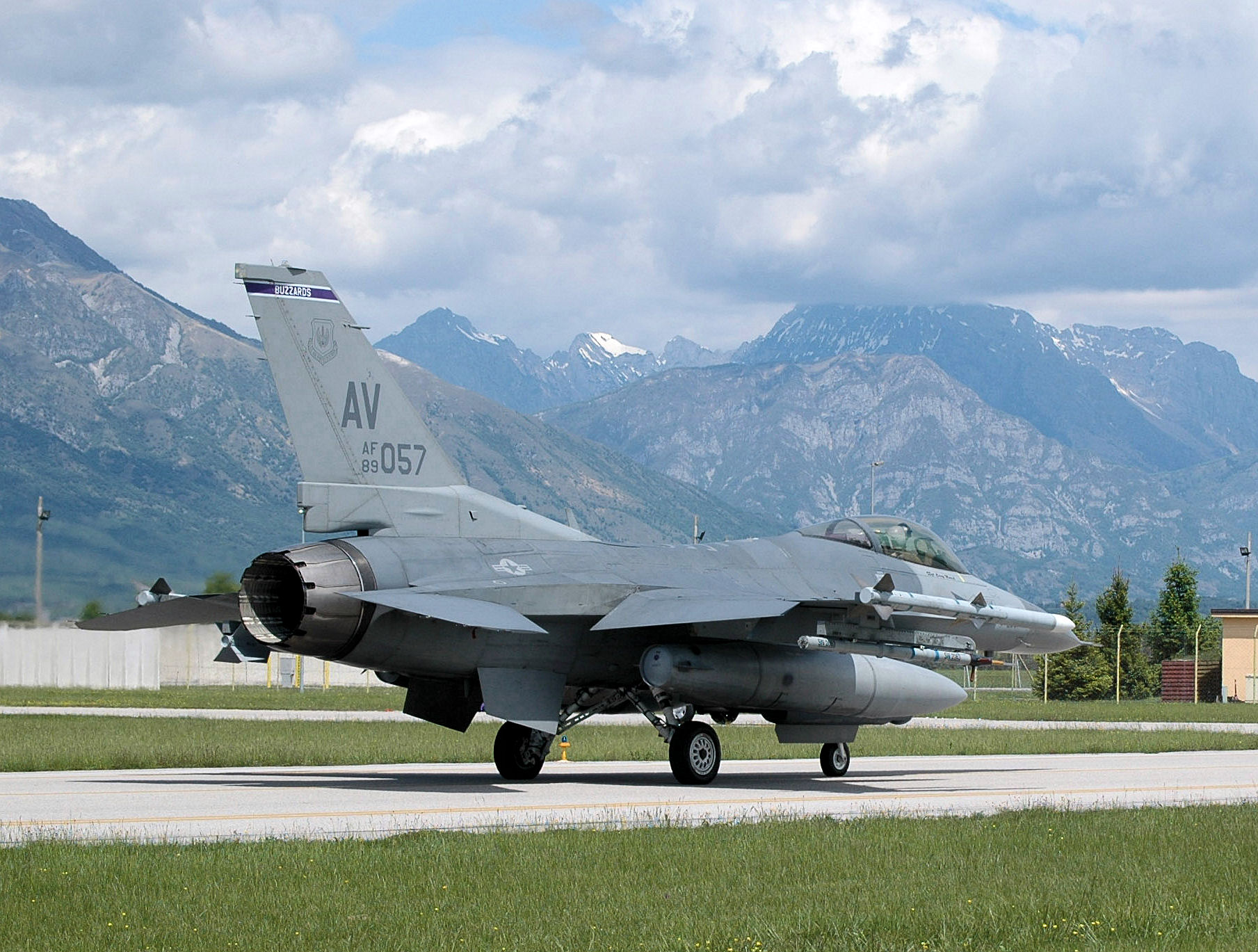
F-16C del 510th FS

Il 31st Fighter Wing è uno stormo Caccia delle United States Air Forces in Europe-Air Forces Africa, inquadrato nella Third Air Force. Il suo quartier generale è situato presso la Base aerea di Aviano, in Italia
.

## Organizzazione
Attualmente, al maggio 2020, lo stormo controlla:
- 31st Operations Group
  - 31st Operations Support Squadron
  -  510th Fighter Squadron, striscia di coda viola con scritta BUZZARDS bianca - Equipaggiato con F-16CG/DG
  -  555th Fighter Squadron, striscia di coda verde con scritta TRIPLE NICKEL bianca - Equipaggiato con F-16CG/DG
  - 606th Air Control Squadron
- 31st Maintenance Group
  - 31st Aircraft Maintenance Squadron
  - 31st Maintenance Squadron
  - 31st Maintenance Operations Squadron
  - 31st Munitions Squadron
  - 731st Munitions Squadron
- 31st Mission Support Group
  - 31st Civil Engineer Squadron
  - 31st Communications Squadron
  - 31st Contracting Squadron
  - 31st Force Support Squadron
  - 31st Logistics Readiness Squadron
  - 31st Security Forces Squadron
- 31st Medical Group
  - 31st Aerospace Medicine Squadron
  - 31st Dental Squadron
  - 31st Medical Operations Squadron
  - 31st Medical Support Squadron
  - 31st Surgical Operations Squadron
- 31st Comptroller Squadron